# معركة براري غات
وقعت معركة براري غات في 09 يناير 1760.
أحمد شاه الدراني في غزوه الخامس هزمه جيشي الماراثا والسيخ في معركة لاهور (1759). في باراري غات، التقى الأفغان بجيش الماراثا بقيادة داتاجي سينديا بمعركة في باراري غات، شمال دلهي. هُزم جيش الماراثا وقتل زعيمهم داتاجي.

## وصلات خارجية
- مقالة عن المعركة على موقع الموسوعة البريطانية